# Bahnstrecke München Ost–München Flughafen
| Streckennummer (DB): | 5554 (München Ost–Daglfing) 5560 (Daglfing–Johanneskirchen) 5556 (Johanneskirchen–Flughafen) |                                            |                                            |
| Kursbuchstrecke (DB): | 999.8                                                                                        |                                            |                                            |
| Kursbuchstrecke: | 427r (München Ost – Unterföhring 1946)                                                       |                                            |                                            |
| Streckenlänge: | 33,121 km                                                                                    |                                            |                                            |
| Spurweite: | 1435 mm (Normalspur)                                                                         |                                            |                                            |
| Stromsystem: | 15 kV 16,7 Hz ~                                                                              |                                            |                                            |
| Zugbeeinflussung: | PZB                                                                                          |                                            |                                            |
| Zweigleisigkeit: | durchgehend                                                                                  |                                            |                                            |
| |                                                                                              |                                            |                                            |
| \| \| \| von München Hbf tief (S-Bahn-Stammstrecke) \| \| \| \| \| von Deisenhofen \| \| \| \| 0,000 \| München Ost Pbf \| 531 m \| \| \| \| nach München-Steinhausen \| \| \| \| 1,140 \| München Leuchtenbergring (seit 1972) \| München Leuchtenbergring (seit 1972) \| \| \| \| nach München-Riem West \| \| \| \| \| von München Ost Freiladehof \| \| \| \| 1,671 \| München Ost Abzw Freiladehof (Bft) \| München Ost Abzw Freiladehof (Bft) \| \| \| \| von München Ost Pbf \| \| \| \| 1,813 \| München Ost Riedenburger Straße (Bft) \| München Ost Riedenburger Straße (Bft) \| \| \| 2,466 \| München Ost Hultschinerstraße (Bft) \| München Ost Hultschinerstraße (Bft) \| \| \| \| nach München-Steinhausen \| \| \| \| 2,570 \| München Ost Rbf Hp (1948–1971) \| München Ost Rbf Hp (1948–1971) \| \| \| \| nach München Ost Rbf (bis 1992) \| \| \| \| 3,400 \| von München Ost Rbf (bis 1992) \| von München Ost Rbf (bis 1992) \| \| \| 4,190 \| München-Zamdorf (bis 1959) \| München-Zamdorf (bis 1959) \| \| \| \| von München-Trudering (Nordring) \| \| \| \| 5,265 \| München-Daglfing \| 516 m \| \| \| 6,060 \| München-Englschalking (seit 1910) \| München-Englschalking (seit 1910) \| \| \| 7,280 \| München-Johanneskirchen \| 516 m \| \| \| 8,035 \| nach Steinwerk (Nordring, seit 1991) \| nach Steinwerk (Nordring, seit 1991) \| \| \| 8,510 \| Abzw Nordost \| Abzw Nordost \| \| \| \| nach Steinwerk (Nordring, bis 1991) \| \| \| \| \| Feldkirchner Tangente (1941–1949) \| \| \| \| \| \| \| \| \| 9,518 \| Tunnel Unterföhring (1427 m) \| Tunnel Unterföhring (1427 m) \| \| \| 9,795 \| Unterföhring (seit 2005) \| Unterföhring (seit 2005) \| \| \| 9,830 \| Unterföhring \| Unterföhring \| \| \| 10,945 \| \| \| \| \| \| \| \| \| \| 11,215 \| Mittlere-Isar-Kanal (49 m) \| Mittlere-Isar-Kanal (49 m) \| \| \| 11,413 \| Föhringer Kanal (1928–1972) \| 503 m \| \| \| 12,800 \| Ismaning Taxetstraße (1989–1992) \| Ismaning Taxetstraße (1989–1992) \| \| \| \| \| \| \| \| 13,372 \| Tunnel Ismaning (1669 m) \| Tunnel Ismaning (1669 m) \| \| \| 14,470 \| Ismaning (bis 1989) \| 492 m \| \| \| 14,572 \| Ismaning (seit 1992) \| Ismaning (seit 1992) \| \| \| 15,041 \| \| \| \| \| 24,458 \| Hallbergmoos (Hp und Üst) \| Hallbergmoos (Hp und Üst) \| \| \| \| von Neufahrn (b Freising) \| \| \| \| 30,049 \| München Flughafen West \| München Flughafen West \| \| \| \| nach München Flughafen Tanklager \| \| \| \| 31,486 \| München Flughafen Besucherpark \| München Flughafen Besucherpark \| \| \| 32,360 \| Tunnel München Flughafen (1293 m) \| Tunnel München Flughafen (1293 m) \| \| \| 33,121 \| München Flughafen Terminal \| München Flughafen Terminal \| \| \| \| nach Markt Schwaben (geplant) \| \| \| \| \| \| \| \| Quellen: [1][2][3][4][5] \| \| \| \| |                                                                                              |                                            |                                            |
| Strecke |                                                                                              | von München Hbf tief (S-Bahn-Stammstrecke) | von München Hbf tief (S-Bahn-Stammstrecke) |
| Abzweig geradeaus und von rechts |                                                                                              | von Deisenhofen                            | von Deisenhofen                            |
| Bahnhof | 0,000                                                                                        | München Ost Pbf                            | 531 m                                      |
| Abzweig geradeaus und nach links |                                                                                              | nach München-Steinhausen                   | nach München-Steinhausen                   |
| Bahnhof | 1,140                                                                                        | München Leuchtenbergring (seit 1972)       | München Leuchtenbergring (seit 1972)       |
| Abzweig geradeaus und nach rechts |                                                                                              | nach München-Riem West                     | nach München-Riem West                     |
| Abzweig geradeaus und von links |                                                                                              | von München Ost Freiladehof                | von München Ost Freiladehof                |
| Blockstelle | 1,671                                                                                        | München Ost Abzw Freiladehof (Bft)         | München Ost Abzw Freiladehof (Bft)         |
| Abzweig geradeaus und von rechts |                                                                                              | von München Ost Pbf                        | von München Ost Pbf                        |
| Blockstelle | 1,813                                                                                        | München Ost Riedenburger Straße (Bft)      | München Ost Riedenburger Straße (Bft)      |
| Blockstelle | 2,466                                                                                        | München Ost Hultschinerstraße (Bft)        | München Ost Hultschinerstraße (Bft)        |
| Abzweig geradeaus und nach links |                                                                                              | nach München-Steinhausen                   | nach München-Steinhausen                   |
| ehemaliger Haltepunkt / Haltestelle | 2,570                                                                                        | München Ost Rbf Hp (1948–1971)             | München Ost Rbf Hp (1948–1971)             |
| Abzweig geradeaus und ehemals nach rechts |                                                                                              | nach München Ost Rbf (bis 1992)            | nach München Ost Rbf (bis 1992)            |
| Abzweig geradeaus und ehemals von rechts | 3,400                                                                                        | von München Ost Rbf (bis 1992)             | von München Ost Rbf (bis 1992)             |
| ehemaliger Haltepunkt / Haltestelle | 4,190                                                                                        | München-Zamdorf (bis 1959)                 | München-Zamdorf (bis 1959)                 |
| Abzweig geradeaus und von rechts |                                                                                              | von München-Trudering (Nordring)           | von München-Trudering (Nordring)           |
| Bahnhof | 5,265                                                                                        | München-Daglfing                           | 516 m                                      |
| Haltepunkt / Haltestelle | 6,060                                                                                        | München-Englschalking (seit 1910)          | München-Englschalking (seit 1910)          |
| Bahnhof | 7,280                                                                                        | München-Johanneskirchen                    | 516 m                                      |
| Abzweig geradeaus und nach links | 8,035                                                                                        | nach Steinwerk (Nordring, seit 1991)       | nach Steinwerk (Nordring, seit 1991)       |
| ehemalige Blockstelle | 8,510                                                                                        | Abzw Nordost                               | Abzw Nordost                               |
| Abzweig geradeaus und ehemals nach links |                                                                                              | nach Steinwerk (Nordring, bis 1991)        | nach Steinwerk (Nordring, bis 1991)        |
| Kreuzung (Querstrecke außer Betrieb) |                                                                                              | Feldkirchner Tangente (1941–1949)          | Feldkirchner Tangente (1941–1949)          |
| Verschwenkung von links (Strecke außer Betrieb) · Verschwenkung von rechts |                                                                                              |                                            |                                            |
| Strecke (außer Betrieb) · Tunnelanfang | 9,518                                                                                        | Tunnel Unterföhring (1427 m)               | Tunnel Unterföhring (1427 m)               |
| Strecke (außer Betrieb) · Haltepunkt / Haltestelle (im Tunnel) | 9,795                                                                                        | Unterföhring (seit 2005)                   | Unterföhring (seit 2005)                   |
| Bahnhof (Strecke außer Betrieb) · Strecke (im Tunnel) | 9,830                                                                                        | Unterföhring                               | Unterföhring                               |
| Strecke (außer Betrieb) · Tunnelende | 10,945                                                                                       |                                            |                                            |
| Verschwenkung nach links (Strecke außer Betrieb) · Verschwenkung nach rechts |                                                                                              |                                            |                                            |
| Brücke über Wasserlauf | 11,215                                                                                       | Mittlere-Isar-Kanal (49 m)                 | Mittlere-Isar-Kanal (49 m)                 |
| ehemaliger Haltepunkt / Haltestelle | 11,413                                                                                       | Föhringer Kanal (1928–1972)                | 503 m                                      |
| ehemaliger Haltepunkt / Haltestelle | 12,800                                                                                       | Ismaning Taxetstraße (1989–1992)           | Ismaning Taxetstraße (1989–1992)           |
| Verschwenkung von links (Strecke außer Betrieb) · Verschwenkung von rechts |                                                                                              |                                            |                                            |
| Strecke (außer Betrieb) · Tunnelanfang | 13,372                                                                                       | Tunnel Ismaning (1669 m)                   | Tunnel Ismaning (1669 m)                   |
| Kopfbahnhof Streckenende (Strecke außer Betrieb) · Strecke (im Tunnel) | 14,470                                                                                       | Ismaning (bis 1989)                        | 492 m                                      |
| Bahnhof (im Tunnel) | 14,572                                                                                       | Ismaning (seit 1992)                       | Ismaning (seit 1992)                       |
| Tunnelende | 15,041                                                                                       |                                            |                                            |
| Haltepunkt / Haltestelle | 24,458                                                                                       | Hallbergmoos (Hp und Üst)                  | Hallbergmoos (Hp und Üst)                  |
| Abzweig geradeaus und von links |                                                                                              | von Neufahrn (b Freising)                  | von Neufahrn (b Freising)                  |
| Blockstelle | 30,049                                                                                       | München Flughafen West                     | München Flughafen West                     |
| Abzweig geradeaus und nach rechts |                                                                                              | nach München Flughafen Tanklager           | nach München Flughafen Tanklager           |
| Haltepunkt / Haltestelle | 31,486                                                                                       | München Flughafen Besucherpark             | München Flughafen Besucherpark             |
| Tunnelanfang | 32,360                                                                                       | Tunnel München Flughafen (1293 m)          | Tunnel München Flughafen (1293 m)          |
| Kopfbahnhof Strecke ab hier außer Betrieb (im Tunnel) | 33,121                                                                                       | München Flughafen Terminal                 | München Flughafen Terminal                 |
| Strecke (außer Betrieb) (im Tunnel) |                                                                                              | nach Markt Schwaben (geplant)              | nach Markt Schwaben (geplant)              |
| |                                                                                              |                                            |                                            |
| Quellen: |                                                                                              |                                            |                                            |

Die Bahnstrecke München Ost–München Flughafen ist eine zweigleisige und elektrifizierte Hauptbahn in Bayern, die den 30 Kilometer nordöstlich von München gelegenen Flughafen München an die Stadt anbindet.

## Streckenverlauf

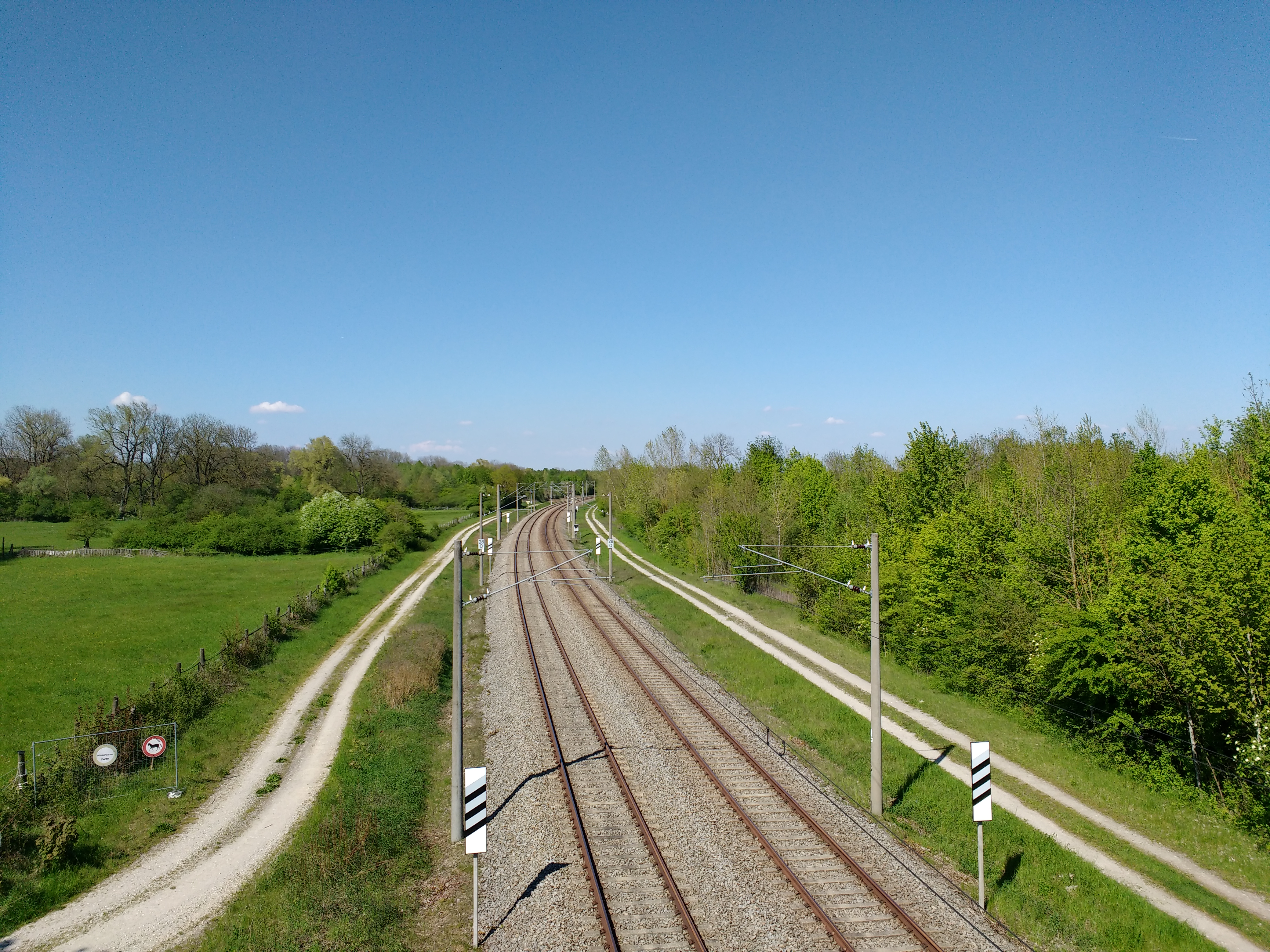
Strecke bei Hallbergmoos mit Blick Richtung Flughafen

Die Strecke beginnt am Bahnhof München Ost und führt von dort nach Osten. In Höhe des S-Bahn-Betriebswerkes Steinhausen wendet sich die Strecke nach Norden und trifft auf die Verbindungskurve vom Bahnhof München-Trudering. Ab hier teilt sich die Strecke die Gleise mit dem Münchner Nordring. In diesem Abschnitt liegen die Stationen Daglfing, Englschalking und Johanneskirchen. In Höhe des Heizkraftwerks Nord  zweigt der Nordring höhenfrei nach Westen ab und die Strecke erreicht den Haltepunkt Unterföhring, der in einem Tunnel liegt. Nach der Überquerung des Mittlere-Isar-Kanals und der Unterquerung des Münchner Autobahnringes verläuft die Strecke über Felder, um vor Ismaning wieder in einem Tunnel zu verschwinden. Nach dem Bahnhof Ismaning kommt die Strecke wieder an die Oberfläche. Nach der Unterquerung der Bundesstraße 471 verläuft sie parallel zur Bundesstraße 388 bis Fischerhäuser. An Erching und dem früheren Gelände des gleichnamigen Senders vorbei erreicht die Strecke den Haltepunkt Hallbergmoos. Dieser liegt außerhalb der geschlossenen Bebauung und wird mit einer Ringbuslinie bedient. Kurz vor dem Flughafen trifft die Strecke an der Abzweigstelle München Flughafen West auf die Verbindungsstrecke von Neufahrn bei Freising. Beide führen über den Haltepunkt Flughafen Besucherpark und danach in den Tunnel unter dem Vorfeld West und dem Terminal 1 hindurch zum Endpunkt der Strecke, dem Bahnhof München Flughafen Terminal, der unter dem Zentralbereich des Flughafens liegt.

## Geschichte

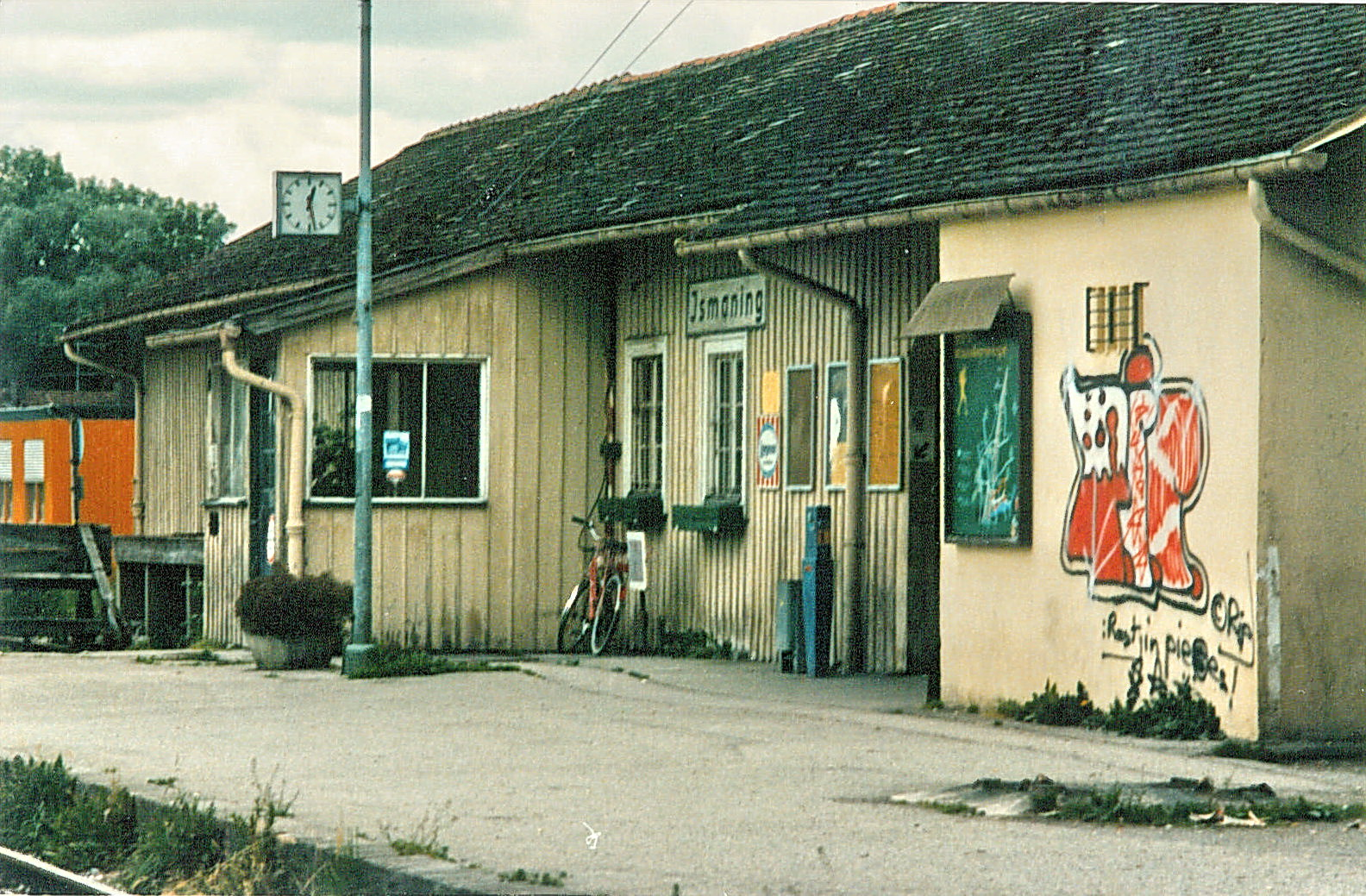
Altes Bahnhofsgebäude von Ismaning bis 1989

Die Strecke zwischen München-Ost und Ismaning wurde am 5. Juni 1909 eröffnet. Gleichzeitig ging der Nordring in Betrieb, der auf einem Teil der Strecke die gleichen Gleise nutzt. Die Stadt Erding und die Gemeinde Oberföhring ersuchten eine Verlängerung der Bahn über Ismaning hinaus nach Erding. Diese Strecke wurde nicht realisiert.
Seit dem 21. Oktober 1927 ist die Strecke elektrifiziert. 1959 wurde der Haltepunkt Zamdorf geschlossen. Ende der 1960er Jahre war die Strecke von der Einstellung bedroht, wurde aber dann in das Netz der S-Bahn München integriert. Nach der Eröffnung der S-Bahn am 28. Mai 1972 wurde die Strecke nach Ismaning zuerst auf Busbetrieb umgestellt. Die Strecke wurde aber von den Sonderlinien zum Bahnhof München Olympiastadion befahren, die über den Nordring verkehrten. Erst ab dem 30. September 1973 fuhren S-Bahn-Züge der Linie S3 nach Ismaning. Mit Einführung des S-Bahn-Verkehrs wurden zwei Haltepunkte stillgelegt, dies waren München Ost Rangierbahnhof und Föhringer Kanal. Neu hinzu kam der Haltepunkt Leuchtenbergring.
Um den neuen Flughafen Münchens im Erdinger Moos an das Schienennetz anzubinden, wurde beschlossen, die Strecke von Ismaning dorthin zu verlängern. Die ursprünglichen Planungen gingen von einer oberirdischen Strecke durch Ismaning aus. Die Gemeinde Ismaning forderte dagegen einen Tunnel im Bereich ihrer Wohngebiete. Während die Bauarbeiten zwischen Ismaning und dem Flughafen 1985 begannen, dauerte der Streit um die Gleislage im Ort an. 1988 wurde schließlich entschieden, einen unterirdischen Bahnhof zu bauen. Am 26. November 1990 nahm die Deutsche Bundesbahn im Zuge des Streckenausbaus in Unterföhring ein neues Spurplanstellwerk der Bauart Sp Dr S600 von Siemens in Betrieb, von dem der Bahnhof Johanneskirchen ferngestellt wurde. Ab 1992 war das Stellwerk auch für die Fernsteuerung des neuen Abschnitts zum Flughafen und ab 1997 für die Fernstellung des Bahnhofs Daglfing zuständig.
Am 7. März 1992 wurde die Streckenverlängerung mit dem Tunnelbahnhof Ismaning eröffnet. Zunächst führte die Deutsche Bundesbahn auf dem Neubauabschnitt nur einen beschränkt öffentlichen Pendelverkehr für Beschäftigte des Flughafens durch; am 17. Mai 1992 nahm sie schließlich den regulären Betrieb mit der Linie S8 von Pasing zum Flughafen auf. Ein Abschnitt bei Unterföhring blieb dabei zunächst eingleisig. 2005 wurde dieser Streckenabschnitt ausgebaut. Wie in Ismaning wurden hier Strecke und Bahnhof unterirdisch gelegt und zum 21. November 2005 in Betrieb genommen. Einen großen Teil der Mehrkosten gegenüber einer oberirdischen Strecke übernahm die Gemeinde Unterföhring.
Die Bauarbeiten für die Verlängerung bis zum Flughafen nahmen drei Jahre in Anspruch. Insgesamt wurden 42 Kilometer neues Gleis verlegt, daneben entstand eine neue, rund sieben Kilometer lange Bahnstromleitung. Auf Druck der Anwohner in Ismaning entstand ein 2,3 Kilometer langer Tunnel. Die Baukosten der S-Bahn-Verlängerung zum Flughafen betrugen 620 Millionen Euro. Eine Verlängerung nach Erding wurde in der Planung bereits berücksichtigt. Für die Flughafenverlängerung bestellte die Bundesbahn 1990 sechs dreiteilige Triebzüge der Baureihe 420. Dabei war eine veränderte Innenraumgestaltung mit mehr Platz für Gepäck vorgesehen.
Im Zuge einer Erweiterung des S-Bahn-Betriebswerks München-Steinhausen soll die Strecke im Bereich von Berg am Laim um 25 Meter nach Süden auf das Gelände des stillgelegten Rangierbahnhofs München Ost verlegt werden. Die Bauarbeiten begannen mit dem ersten Spatenstich am 12. Juli 2017.

## Verkehr
Der einzige Personenverkehr auf der Strecke wird heute durch die S-Bahn München durchgeführt. Hier verkehrt die Linie S8, die den Flughafen an die Innenstadt anbindet.
In der Vergangenheit fand auch Güterverkehr zu den Unterwegshalten statt. Transportiert wurden vor allem Torf, Ziegel, Kohlköpfe und Sauerkraut. Letzteres führte zum Namen Krautexpress, unter dem die Strecke bekannt war.

## Zukunft
Es war 2011 geplant, den Flughafen noch besser mit den öffentlichen Verkehrsmitteln an die Innenstadt anzubinden. Um die Fahrzeit zu verkürzen, wird hier ein Flughafenexpress erwogen, der nicht an allen (oder an gar keinen) Unterwegshalten hält. Problematisch ist hier der Streckenteil, den sich die Strecke mit dem Nordring teilt. Hier befinden sich bei den Stationen Englschalking und Daglfing Bahnübergänge. Diese wären bei einem Ausbau der Strecke auf vier Gleise und dem Mehrverkehr über noch längere Zeit geschlossen als bis dahin. Das Gebiet östlich der Strecke ist zudem für ein großes Wohngebiet vorgesehen, dessen Anbindung dann ebenfalls über die Bahnübergänge erfolgen müsste. Als Lösungsmöglichkeit stehen eine Verlegung der Strecke in einen Tunnel oder der Bau von Straßenbrücken und Unterführungen im Raum. Ein weiterer Aspekt ist der Lärmschutz der Anwohner, die aus diesem Grund einen Tunnel fordern. Diese Probleme konnten teilweise durch die unten genannten Maßnahmen behoben werden.

### Geplante Maßnahmen

#### Überwerfungsbauwerk München-Flughafen
Um im Rahmen des Erdinger Ringschlusses eine benötigte höhenfreie Einfädelung der Neufahrner Spange zu ermöglichen, wird ein Überwerfungsbauwerk im Bahnhofteil Flughafen West geplant. Diese Maßnahme beinhaltet neben dem eigentlichen Bauwerk noch ein elektronisches Stellwerk für den Flughafen. Die Bayerische Staatsregierung kündigte 2023 die Inbetriebnahmen des Stellwerkes bis Ende 2025 und des Überwerfungsbauwerks bis Ende 2028 an.

#### Erhöhung der Streckengeschwindigkeit
Im Rahmen einer Netzergänzenden Maßnahme und des Linienkonzepts der 2. Stammstrecke, ist eine Erhöhung der zulässigen Höchstgeschwindigkeit zwischen München-Johanneskirchen und München Flughafen Besucherpark vorgesehen. Zwischen Unterföhring und Ismaning soll die zulässige Höchstgeschwindigkeit von 120 km/h auf 140 km/h angehoben, zwischen Ismaning und Flughafen Besucherpark von 120 km/h auf 160 km/h.
Zudem sollen hier auch weitere Anpassungen geschehen, wie u. a. einer Erneuerung des Oberbaus oder der Installation von Schallschutzwänden in München-Johanneskirchen.

#### Viergleisiger Ausbau
Durch den bereits jetzt stark-frequentierten Streckenabschnitt entsteht ein Kapazitätsengpass von Zügen auf dem Weg nach München Nord Rbf. Um diesen Engpass zu beheben, wird von der Deutschen Bahn und dem Freistaat Bayern ein Viergleisiger Ausbau zwischen München Daglfing und München-Johanneskirchen geplant, wobei die S-Bahn Züge auf einer separaten Trasse verkehren. Hierbei würden die Bahnsteige in Daglfing, Englschalking und Johanneskirchen barrierefrei ausgebaut und die Bahnübergänge an der Brodersenstraße und an der Daglfinger Straße durch höhenfreie Kreuzungen ersetzt.